# Václav Hladík (spisovatel)

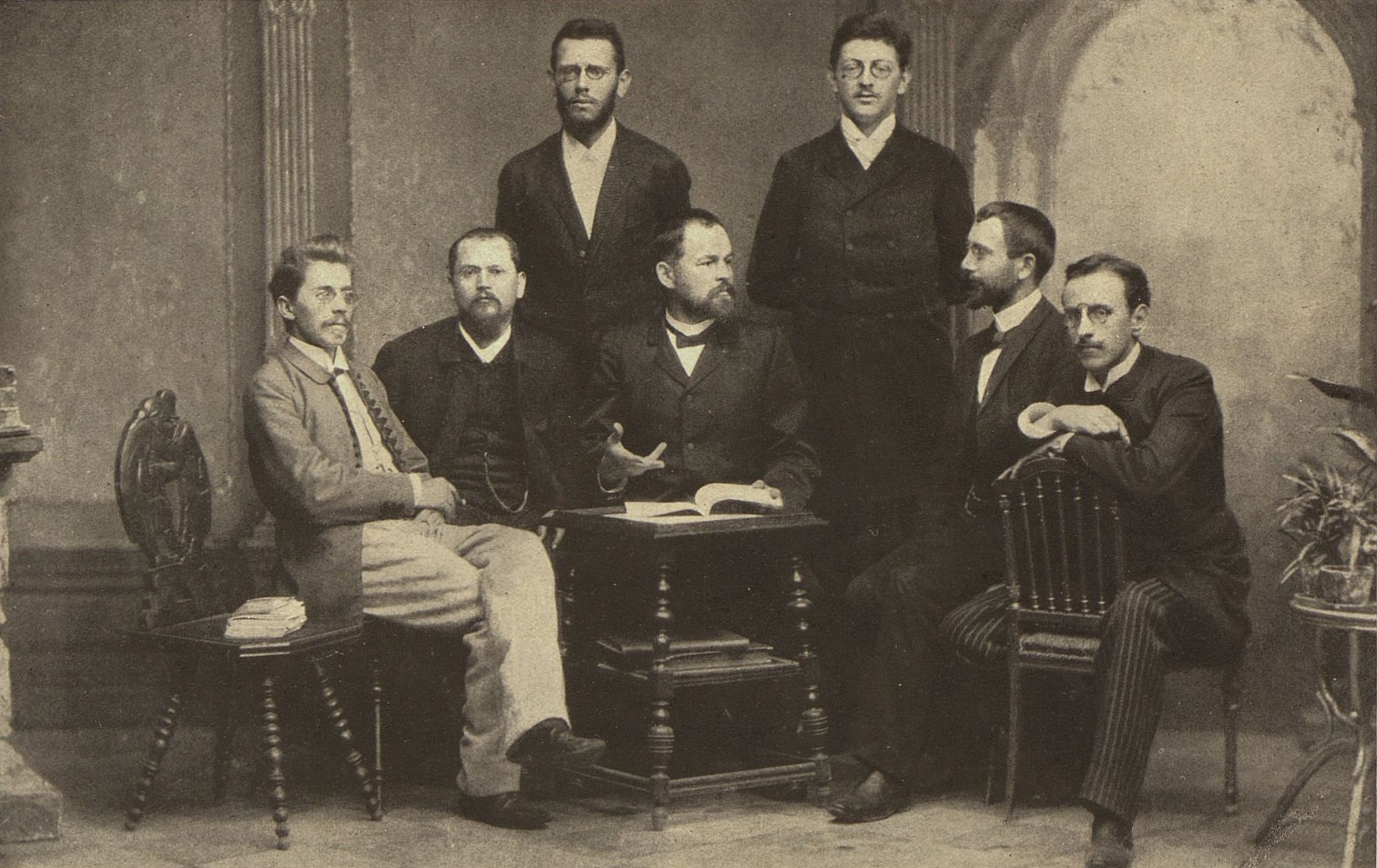
Václav Hladík (sedící zcela vpravo) s pražskými žurnalisty (1891)

Václav Hladík (22. srpna 1868 Praha – 29. dubna 1913 Praha) byl český spisovatel, novinář a překladatel.

## Život
Narodil se v rodině obchodníka plátenickým zbožím Jana Hladíka a jeho manželky Marie, rozené Nekvasilové. Byl nejstarší ze šesti dětí (jeden sourozenec zemřel předčasně). Pamětník Karel Vika vzpomínal, že se jednalo o zámožnou rodinu a že Václav Hladík žil v dospělosti se svou matkou, která vedla obchod.
Hladík studoval reálné gymnázium a Českou obchodní akademii v Praze, v roce 1887 nastoupil jako zaměstnanec do Živnostenské banky. V roce 1891 se stal redaktorem Národní politiky, kde až do své smrti vedl rubriku zahraniční politiky. V letech 1899 až 1906 řídil časopis Lumír. Často cestoval do Paříže, Anglie, Itálie, Holandska, Belgie a Německa.
V roce 1908 obdržel zlatou medaili města Paříže za zásluhy o česko-francouzské styky.

## Dílo
Kromě naturalistických příběhů a románů lepší pražské společnosti překládal především díla francouzských spisovatelů Alphonse Daudeta a Guye de Maupassanta. Toužil poznat moderní český lid, pochopit jeho pražskou společnost. Byl ovlivněn francouzskou a naturalistickou školou.

### Deníky a časopisy
Přispíval do řady periodik, jako Národní listy, Květy, Zlatá Praha, Světozor, Lumír, Švanda dudák aj.

### Knižní vydání
- Z lepší společnosti, popis pražského života (1892)
- Z pražského ovzduší (1894)
- Třetí láska, román (1895)
- Ze samot a společnosti, cestopisné skici (1899)
- Samoty
- Trest, román (1901)
- Vášeň a síla, román (1902)
- Závrať, činohra (1902), která měla premiéru téhož roku v Národním divadle v Praze[7]
- Evžen Voldán, dvoudílný román (1905)
- Valentinovy ženy (1906)
- Vlnobití, povídky (1908)
- O současné Francii, listy z Paříže a vzpomínky (1894–1907) (1909)